# Ingilrada
Ingilrada (siglo X), viuda de Borrell, fue una propietaria noble catalana.

## Biografía
El año 981, Ingilrada decidió emprender camino hacia Santa María del Pui, en la Auvernia, y, como su marido unos años antes, hizo testamento. El documento empieza con una invocación religiosa, seguido del nombre de la testamentaria, del motivo de redactar las últimas voluntades y del destino de la peregrinación. Como albaceas eligió a su hijo mayor Frujà, el presbítero Sunifred, Esclua, hijo de Baro, y un criado que se decía Seniol. Instituyó generosas dejas piadosas a los monasterios de Santa María de Ripoll, San Miguel de Cuixà, San Pedro de las Puellas, a la iglesia de Palau-solità y a la sede de Vich. Una tierra situada en el camino que iba de Vich a Francia tenía que ser para Borrell, presbítero e hijo de la testamentaria, pero a su muerte tenía que pasar a la catedral.
Al hijo mayor, Frujà, Ingilrada le dejó las tierras que tenía en Voltregá y que había conseguido después de intercambiarlas por otras a un tal Brunicard. Al hijo Borrell le dio unas tierras también en Voltregá y que ella había comprado. A su hijo Miró tres bueyes óptimos. A la hija Aigo toda su ropa, un alodio en Arbucias, que había heredado, y otro alodio llamado Sau, que su marido le había dado, junto con el vino que se conservara en las tinas de estos lugares. Estos bienes los podía tener mientras siguiera soltera, pero si se casaba tenían que pasar a los otros hijos menores de la testamentaria para que fueran educados y, después, se repartieran entre todos los hermanos a partes iguales.
A Sunyer, los bienes del cual estaban bajo su tutela, traspasó la custodia a su hijo Miró. Las donaciones a los hijos terminan con el reparto del pan y vino restantes. A los sirvientes y esclavos dio una cierta cantidad de vino y cáñamo suficiente para hacerse cada uno de ellos unas camisas. A la esclava Goldregodo y al hijo de Marcuç, también esclavo, les concedió la libertad. Una tercera esclava, Gisclavara, la dio al monasterio de San Pedro de las Puellas de Barcelona. A Sunifred le dio la lana necesaria para hacerse una prenda de ropa. El ganado restante ordenó que fuera vendido y que el dinero obtenido se invirtiera para pagar deudas. De la cosecha cercana se tenía que sacar una parte para pagar los gastos generados por la siega. Acabó el testamento reiterando el deseo que se cumplieran sus voluntades. Guisfred, presbítero, escribió el documento.
Ingilrada era una mujer independiente que tenía autonomía para pedir préstamos o dejar dinero y dictó libremente su testamento disponiendo plenamente de los bienes. Así mismo, aparece como madre atenta cuando denomina Miró «hijo querido» y provee a los hijos más pequeños.